# ナガイモ
ナガイモ（長芋、学名: Dioscorea polystachya）は、ヤマノイモ科ヤマノイモ属のつる性多年草。または、その肥大した担根体の通称である。漢名の山薬（さんやく）、薯蕷（しょよ）とも呼ばれる。
山芋（やまいも）の名で扱われる事があるが、植物分類学上のヤマノイモ（学名: Dioscorea japonica）はジネンジョ（自然薯）のみを指し、本種とは染色体数の異なる別種である（染色体数は通常、ジネンジョが2n=40、ナガイモが2n=140である）。一方、食材としての「やまのいも」はヤマノイモ科ヤマノイモ属に属する食用いも類として栽培されているものの総称をいう（この場合には山芋、自然薯、大薯の3種をすべて含む）。本項では植物学上の分類を基準にしたナガイモについて述べる。

## 概要
ヤマノイモ科の作物は熱帯から温帯と広範囲に分布し、特にヤマノイモ属は極めて種の数が多く、約600種にも及ぶ。その内の数十種類は食用作物として利用されている。
熱帯地域での栽培に適した品種が多いが、ナガイモは寒冷地での栽培も可能である。
ナガイモは、日本では中世以降に中国大陸から持ち込まれたとの説もあるが、中華人民共和国にもヤマノイモ科の作物は複数あるものの、本項と同種のナガイモは確認されていない。日本で現在流通しているナガイモは日本発祥である可能性もあり、現状は日本産ナガイモと呼んでいる。なお、中華人民共和国で栽培するヤマイモの品種は普通のヤマイモ、いわゆる「家ヤマイモ」と「和田イモ」の2種類が主である。産地は広東省と広西チワン族自治区が総生産量の約5割を占め、南方地方を中心に生産を行う。中国市場でのヤマイモ類への関心はあまり高くなく、一見では大和芋に似た外見の薯蕷品種を、店頭で「山葯（山薬）」と表示し販売する方法を取っている。
日本においてナガイモは消費・生産ともに内需型に発展してきた作物だったが、近年では台湾やアメリカ合衆国で流行している薬膳や健康志向を好む食生活の影響で、徐々に好評を得て輸出量を伸ばしている。

## 生産
ナガイモはイモの形態から、長芋群・いちょう芋群・つくね芋群の3群に分けられる。関東では銀杏芋（地方名：大和芋）、関西ではつくね芋を主に栽培している。
- 長芋（ナガイモ）群 - 長形種[4][5]。細長い棒状の山芋である。栽培品種として多く出回っている。一年で生育するため「一年芋（一年いも）」と呼ばれているほか[7][5]、「とっくりいも」とも呼ばれている[5]。水分が多く、すりおろしのほか、炒め物や焼き物などに使われる[15]。
- 銀杏芋（イチョウイモ）群 - 扁形種[4][5]。ばち形や手のひら状に広がった形のナガイモの一種[12]。関東地方で大和芋（やまといも）と呼ばれている[4]。また「仏掌いも」と呼ばれるものを含む[5]。長い形のナガイモよりも水分が少なく、とろろ汁に向く[15]。
- つくね芋（ツクネイモ）群 - 塊形種[4][5]。握りこぶしのような形状のナガイモである[7]。産地によって[12]、特に西日本などで大和芋（やまといも）と呼ばれている[4]。地域の伝統野菜の「大和いも」「伊勢いも」「丹波やまのいも」はつくね芋群（塊形種）に含まれる[5]。粘りがとても強く、和菓子の原料やかまぼこの練り物のつなぎに使われる[15][12]。

ナガイモは遺伝的な要因や土壌環境などの要因で個体変異がかなり大きい。そのため実際の栽培では「つくねいも」から「いちょういも」が出現したり別の系統のものが出現することも珍しくない。
- ナガイモ群
- 加賀丸いも（ツクネイモ群）
- 大和の伝統野菜「大和いも」（ツクネイモ群）

### 産地
主な産地は青森県上北地方、北海道の帯広市や幕別町、茨城県、岩手県など。
2021年（令和3年）の県別収穫量の統計によると北海道が46%、青森県が32%で、2道県で全体の80%近くを占める（農林水産省「野菜生産出荷統計」）。

### 輸出
ナガイモは日本での生鮮野菜輸出の主要品目に入り、レタス・大根・キャベツ・サツマイモ・ナガイモの5品目のうち、最も外国に輸出されている野菜である。しかし、2008年（平成20年）を頂点に減少傾向にある。輸出先は多い順から台湾、アメリカ合衆国、香港、シンガポール共和国、その他の地域となっており、台湾には全体の約59.4%が、アメリカ合衆国には25.2％が輸出先となっている。

## 栽培
つる性の多年草、雌雄異株。ヤマノイモ属の中では比較的低温性のある植物で、高冷地や寒冷地でも栽培されるが、茎葉は寒さに弱く、0℃以下の環境では凍害を受ける。一般的な栽培方法では、春に種芋を植え付けて晩秋から初冬にかけて収穫する。栽培はやや難しく、栽培適温は20 - 25度とされ、連作障害を受けるため同じ畑では2 - 4年は間隔を空ける。
土壌条件は耕土が深く、排水のよい肥沃な土壌が適している。ナガイモは肥大根が80センチメートル (cm) ほど地中深くまで伸びるため、耕土の深い土地が望ましい。実る芋の形状は土壌条件に左右され、砂質や火山灰など軽い土壌では長く伸びた良い形を期待できるが、粘土含量の多い重い土壌では形が悪くなってしまう。土作りは前年の秋から堆肥を施して、植え付け3週間ほど前に苦土石灰をまいて酸度を調整して、植え付け前に再度肥料が施される。
長さ1.5メートル (m) ほどの支柱を合掌組にして立てて、支柱の根元に約40 - 60グラムに切り分けて切り口を乾かした種芋を植え付けると、芽が伸びてつるが支柱に絡んで上に伸びていく。同様の種芋を育苗ポットに植えて、芽出しした根を定植してもよい。ナガイモはつるを上に伸ばして育てていくが、夏につるが盛んに伸びてきたら、追肥を施して株を充実させる。晩夏になるころには、垂れ下がったつるにむかごがつくようになる。おおよそ11月以降からが芋の収穫期で、地上部が枯れたら芋を傷つけないように芋に沿って下向きに畑を掘り、抜き取って収穫される。
連作するとセンチュウの被害が出やすく、麦をつくったあとの畑に植えると連作障害を抑制することができる。
- ナガイモの畑
- 長芋のツルとムカゴ

## 利用法
滋養に富み強精作用がある食材として知られ、漢方では「山薬」と称して疲労回復に役立てられた。食材としては太くずんぐりして張りがあり、皮が肌色でしわが寄っていないものが良品とされる。
消化酵素のアミラーゼを多く含んでおり、芋類としてはめずらしく生のままでも食べられる。アミラーゼは糖質を効率よく分解する酵素で熱に弱く、芋をすりおろすことで酵素が活性化して働きが良くなるともいわれている。独特の粘り成分はムチレージ（ムシレージ）で胃腸を助ける働きをする。その他の栄養素としてはビタミンB1、カリウムをバランスよく含む。芋類のなかでは水分とたんぱく質が多く炭水化物とエネルギーが少ない。

### 生食
ヤマノイモと同じく長く伸びる根茎を食用にする。すり下ろして「とろろ」にしたり、細く刻んだりして生食する方法が代表的である。すり下ろしたとろろは麦とろ、山かけ、とろろ蕎麦などに用いられ、お好み焼きなどの生地に焼き上がりをよくするために混ぜられることもある。またヤマノイモより水分が多く粘りは弱いため、細切りにしてサラダにするなど歯触りを活かした料理にも向き、煮物にするとほっくりした食感で味わえる。エビ、イカ、マグロといった海産物との相性が良いためこれらと一緒に食べることも多い。
練り切り、かるかん、薯蕷饅頭といった和菓子の材料としても用いる。中国料理では「山芋の飴炊き」という、大学芋や関西の中華ポテトに類似した点心が作られる。
ヤマノイモ同様、むかご（葉の付け根に生える芽）も食用になる。むかごは秋の味覚として知られ、塩ゆでにしたり味噌汁や炊き込みご飯の具などに使われる。
- とろろ
- とろろそば
- 収穫したムカゴは種芋にしたり、塩で炒ったり、ご飯と炊き込んでムカゴ飯にしたりする。

### 薬用
ナガイモ、あるいはヤマノイモの皮を剥いた根茎を乾燥させたものを山薬といい、生薬として利用される。日本薬局方にも収録されている生薬で、滋養強壮、止瀉、止渇作用があり、八味地黄丸（はちみじおうがん）、六味丸（ろくみがん）、杞菊地黄丸（こぎくじおうがん）などの漢方方剤に使われる。また粘り成分のムチンは、胃の粘膜保護にもなり胃潰瘍を予防し、コレステロールを体外に排出して、高脂血症を予防する働きも知られている。近年、ナガイモやヤマイモが「レジスタントスターチ」を多く含み、便秘などを防ぐ効能が大いにあることを、NHKテレビその他のマスコミで広く取り上げられている。
ハーブティーにも使われる。ハーブとしては英語名のチャイニーズヤムで呼ぶことが多い。

### 保存
芋の部分を丸ごと保存するときは、乾燥しないように新聞紙などに包み、風通しのよい冷暗所に保存する。切ったものは、切り口をラップなどで包み、冷蔵庫に保存する。